# マグニチュード
地震のマグニチュード（英: Seismic magnitude scales）とは、地震の大きさ、規模を表す尺度 。地震そのものの規模を表すもので、各地の揺れ（地震動）の大きさを表す震度とは異なる。マグニチュードは地震計に記録された各地の地震波から算出式を使い求める。用いる周期の違いなどに対応したいくつかの種類のマグニチュードが考案されており、地震の大小や種類、観測条件によっては異なるマグニチュードを使用する。

## 概要
マグニチュードは、算出式に地震波の最大振幅、地震波の周期、震央距離、震源の深さなどを当てはめて求める。マグニチュードと地震波の形で放出されるエネルギーとの間には、標準的には、値の大小が10を底とする常用対数をとる対応関係がある。マグニチュードが 1 増えるとそのエネルギーは約32倍になり、マグニチュードが 2 増えるとエネルギーは1000倍になる(後節参照)。また、マグニチュードの値は0やマイナスの値もとる。
一般的にマグニチュードは
{\displaystyle M=\log _{10}{A}+B(\Delta ,h)}
の形の式で表される。ここで、A はある観測点の振幅、B は震央距離 Δ や震源の深さ h による補正項である。
日本の地震学者和達清夫の最大震度と震央までの距離を書き込んだ地図に着想を得て、アメリカの地震学者チャールズ・リヒターが1935年に考案した。
この最初に考案されたマグニチュードはローカル・マグニチュード (ML) と呼ばれている。これがマグニチュードの元の定義となったことから、主に欧米でマグニチュード全般をリヒター・スケール (Richter scale) と呼ぶこともある。ローカル・マグニチュードは地震計からおよそ600 km以内の近地地震にのみ適用でき、カリフォルニア南部の深発地震がほとんどない環境に対応したものであった。後にベノー・グーテンベルグが遠地地震にも適用できる表面波マグニチュード Ms を考案、またグーテンベルグとリヒターが実体波マグニチュード Mb を考案したことで、マグニチュードは世界的に使用されるようになった。
その後、震源の浅い大地震では表面波マグニチュード Ms を使うことが多くなった。一方、1960年代後半に地震モーメントの概念が登場すると、断層運動の規模と対応し飽和の問題がないモーメント・マグニチュード (Mw) が考案される。ただ、Mwは計算が煩雑なことなどから、計算機が現在のように発達していなかった時代には実用的ではなかった。小さい地震ではMwを求めるのが困難という問題もある。迅速に算出できるMsなどは依然として広く使われているが、地震波解析技術の進歩もあり、できる限りMwが使われるようになってきている。地震学研究ではMwを使うのが標準的となった。
日本では気象庁マグニチュード (Mj) が広く使われるが、長周期地震動が観測できるような規模の地震（Mj5.0以上）ではモーメント・マグニチュードも解析・公表されている。
マグニチュードの値は大小ともに理論的には限界はないが、実際に観測される地震には限界がある。大きなほうでは、マグニチュード(Mw)9.5を超える地震は知られていない。小さなほうでは、マグニチュード−2程度より小さい地震を通常の観測方法で検知することは難しい。

### マグニチュードと震度の違い
マグニチュードと震度（震度階級）はしばしば混同される。地震そのものも各地の揺れも「地震」と呼ぶことが多いこと、またマグニチュードと震度がどちらも0から7くらいの似た値になることが背景にあると考えられる。
マグニチュードと震度の違いの説明は、以下のようなものがみられる。
- 電球に見立てた説明 : 電球の明るさを表す値がマグニチュードで、電球から離れたある場所の明るさが震度。電球自体の明るさが変わらなくても、近くでは明るく、遠くでは暗くなるように、震源が近いと震度が大きく、遠いと震度は小さくなる。一方で、電球が明るいほどまぶしくなるように、マグニチュードが大きいほどゆれが大きくなる[4][17]。
  - この説明には誤解の可能性をはらむという指摘もある。まず、震源域・被害域の広がりをイメージしにくく、地震波の発生源が常に点であると理解してしまう弊害を生む可能性がある。これを回避するため、M6で10 km・M8で100 kmなどとマグニチュードの大小と断層破壊の面積が相似する説明も提起されている[18]。また、実際の震源は破壊の開始点に過ぎず、最大破壊点は震源からずれた場所になることが多い点も挙げられる[19]。
- 音響に見立てた説明 : 音を出すのを地震に見立て、大きな音響を出すのは大きなマグニチュード、耳に聞こえる音が震度で遠ざかれば小さくなるとする[19]。
- 台風に見立てた説明 : 例えば985 hPaのような台風の中心気圧がマグニチュードに、25 m/sのような各地の風速が震度に相当する[16]。
- 直接的な説明 : マグニチュードはある地震について（基本的には）1つの値が決まる一方、震度は場所によって値が大きく異なる。「関東地震（1923年の関東大震災）のマグニチュードは7.9」などと言う。 これに対して「東京は震度6（※当時は6弱と6強の区分がなかった）」「宇都宮は震度4」などと震度は場所に関連付けて言及する[16]。

## マグニチュードと地震のエネルギー
地震波の形で放出されるエネルギーの大きさを E（単位：ジュール）、マグニチュードを M とすると、次の関係がある。
{\displaystyle \log _{10}E=4.8+1.5M}
この式からマグニチュード M が 1 大きくなると左辺の log10 E が 1.5 増加するからエネルギーは約32倍大きくなる (101.5 = 10√10 ≒ 31.62)。同様にマグニチュードが 2 大きくなるとエネルギーは1000倍になる (101.5×2 = 103 = 1000)。また、マグニチュードで0.2の差はエネルギーでは約2倍の差になる (101.5×0.2 = 100.3 ≒ 1.995)。
なお、マグニチュード（モーメント・マグニチュードを除く）は直接結びつく物理量をもたない便宜的な量で、物理的な意味が明確ではない。標準的な地震の大きさを定義したうえでの相対的な尺度とも表現できる。
理論的には地震波の全エネルギー EL が明確な物理的意味をもつが、地球全体に広がる地震波のエネルギーを計算することは実際には難しい。一方、地震モーメント MO やそれを変換したモーメント・マグニチュード Mw は断層運動全体の規模を表し、物理的意味が明確で地震の大きさの尺度としても最適とされている。

## マグニチュードの飽和
一般に使われる他の各種のマグニチュードでは、概ね8（表面波マグニチュードで8.3から8.5、実体波マグニチュードでは7程度）を超えると数値が頭打ち傾向になる。これを「マグニチュードの飽和」と呼ぶ。
地震の規模が大きくなるほど地震波（地震動）も大きくなるが、その増加率は周期により異なり、長周期成分は比較的大きくなる一方、短周期成分はそれほど大きくならない（大きな地震ほど長周期成分が卓越するようになる）。地震波の周期別スペクトルに関するスケーリング則に従うと、例えばM8.0ではM6.2と比べて長周期地震動は500倍になるが、短周期地震動は10倍程度にしかならない。
断層破壊に要した時間程度以下、およそ L/v（L: 断層の長さ、v: 断層破壊の伝播速度）程度以下の短周期の地震波は減衰の影響を受ける。例えば周期20秒の地震波の振幅に着目する表面波マグニチュードでは、断層破壊に20秒程度かかる約100 kmより長い断層では、地震の規模が大きくなっても地震波の振幅が頭打ちとなる。つまり、そのマグニチュード算出に使う地震波の波長程度の断層の長さの地震までならば、マグニチュードは飽和しないものと基本的には考えてよい。
短周期の地震波を使うマグニチュードほどより低い値で飽和し、例えばローカル・マグニチュード (ML) は約6.5あたりから飽和しはじめ、約7が最大値となる。
実体波マグニチュード (Mb) では、約5.5から飽和しはじめ6で飽和となり、表面波マグニチュード (Ms) では7.25から飽和しはじめ8で飽和となるが、飽和となる数値は観測される地震により異なり、Mb ≧ 6 の報告例も多数あるためモデルがあらゆる地震に当てはまるわけではない。周期5秒までの地震波を用いる気象庁マグニチュード (Mj、2003年改訂以前) では7.5程度から飽和しはじめる。
長周期の地震動が卓越した巨大地震においても飽和がない尺度として、長周期側の極限の地震波から求められる地震モーメント MO に基づき、理論上は無限大の周期に対応すると見做されるモーメント・マグニチュードが考案され、地震学では広く使われている。

## 精度と誤差
同じ算出式でマグニチュードを求めても、観測点の選び方によっては、0.5程度の差が出ることは珍しくない。これは、地震波がすべての方向に一様に放出されるわけではないこと、観測点の地盤の状態によって振幅にかなりの差が生じてしまうことが原因である。これを避けるため、広い範囲から多くのデータを取り平均することが行われる。それでも±0.2程度のばらつきは出てしまうとされる。
算出式に log Δ を含むマグニチュードの場合、震央距離Δが震源の深さh以下の値となるとき、震源の浅い地震でも、マグニチュードが小さめに求まる特性がある。
例えばMsやmBはMLとなるべく値が揃うように考案されてはいるが、各種のマグニチュードの間には、系統的な誤差がみられる。この誤差についての換算式も多数提唱されている。
地震の種類によっても誤差がある。低周波地震では、短周期の地震波を使うmb、MLなどは、長周期の地震波を使うマグニチュードに比べて値が小さくなる。地下核実験に伴う地震では、前記とは逆にmbがMsよりかなり大きくなることが多く、これを自然地震との識別にも利用する。

## 一般的なマグニチュードの種類
地震学では各種のマグニチュードを区別するために「M」に続けて区別の記号を付ける。地震学ではモーメント・マグニチュード (Mw) を単に「M」と表記することが多い（アメリカ地質調査所 (USGS) など）。日本では気象庁マグニチュード (Mj) を単に「M」と表記することが多い。各種のマグニチュードの値の間では差異を持つので注意が必要である。
以下、振幅という場合は片振幅を意味する。

### ローカル・マグニチュード ML
リヒター・スケールとも。リヒターは、ウッド・アンダーソン式地震計（固有周期0.8秒、減衰定数0.8、基本倍率2800倍）の記録紙上の1成分の最大振幅 A（単位：μm）を震央からの距離100 kmのところの値に換算したものの常用対数をマグニチュードとした。従って、地震波の振幅が10倍大きくなるごとに、マグニチュードが1ずつあがる。
{\displaystyle M_{l}=\log _{10}A}

### 表面波マグニチュード Ms
ベノー・グーテンベルグは、表面波マグニチュードを
{\displaystyle M_{s}=\log A_{h}+1.656\log \Delta +1.818+C}
で定義した。ここで、Ah は表面波水平成分の最大振幅、Δ は震央距離（角度）、C は観測点ごとの補正値である。
これとほぼ同じであるが、国際地震学地球内部物理学協会の勧告（1967年）では、
{\displaystyle M_{s}=\log(A/T)+1.66\log \Delta +3.30}（なお、20° ≦ Δ ≦ 60°）
としている。A は表面波水平成分の最大振幅 (μm)、T は周期（秒）である。周期約20秒の地震動に着目して求められている。
より長周期の例えば周期100秒の表面波に基づいてその振幅からマグニチュードを算出すれば、巨大な地震の規模もある程度適切に表される様になる。例えば周期20秒の表面波マグニチュードではほとんど差が見られない1933年三陸地震、1960年チリ地震、1964年アラスカ地震の周期100秒表面波マグニチュード M100 は、それぞれ、8.4、8.8、8.9となる。

### 実体波マグニチュード Mb
グーテンベルクおよびリヒターは、実体波マグニチュードを
{\displaystyle M_{b}=\log _{10}\left({\frac {A}{T}}\right)+B(\Delta ,h)}
で定義した。A は実体波（P波、S波）の最大振幅、T はその周期、B は震源の深さ h と震央距離 Δ の関数である。
経験的に、
{\displaystyle M_{b}=0.63M_{s}+2.5}
が成り立つ。周期約1秒の地震動に着目して求められている。
はじめに考案された実体波マグニチュードは周期4 - 20秒程度の地震波を用いたもので、区別のため mB とも表記する。より短い周期1秒前後のP波の最大振幅を用いた実体波マグニチュードもあって、こちらは mb と表記する。

### モーメント・マグニチュード Mw
1979年、当時カリフォルニア工科大学の地震学の教授であった金森博雄と彼の学生であったトーマス・ハンクスは、従来のマグニチュードは地震を起こす断層運動の地震モーメント (M0) と密接な関係があり、これを使えば大規模な地震でも値が飽和しにくいスケールを定義できるという金森のアイデアをモーメント・マグニチュード (Mw) と名付け、以下のように計算される量として発表した。
{\displaystyle M_{w}={\frac {\log _{10}M_{0}-9.1}{1.5}}}（ただし M0 = μ × D × S）
S は震源断層面積、D は平均変位量、μ は剛性率である。
これまでに観測された地震のモーメント・マグニチュードの最大値は、1960年に発生したチリ地震の9.5である。
断層面の面積（長さ×幅）と、変位の平均量、断層付近の地殻の剛性から算出する、まさに断層運動の規模そのものである。
他の種類のマグニチュードでは、M8を超える巨大地震で地震の大きさの割りに値が大きくならない「頭打ち」と呼ばれる現象が起こる。モーメント・マグニチュードはこれが起こりにくく、巨大地震の規模を物理的に評価するのに適しているとされ、アメリカ地質調査所 (USGS) をはじめ国際的に広く使われている。
日本の気象庁では、2011年に発生した東北地方太平洋沖地震に対して、地震の規模をより適切に表せるとして、下記の気象庁マグニチュード (Mj8.4) に加え、モーメント・マグニチュードの計算値 (Mw9.0) を発表した。

### 気象庁マグニチュード Mj
気象庁マグニチュードは、観測実績が長いこともあって日本で気象庁の地震情報などに継続して使用されている。もとは表面波マグニチュードに合うよう、また日本の観測条件に合うよう算出式が調整されている。2003年の約80年前まで遡って一貫した方法で決定され、改定後はモーメント・マグニチュードとよく一致するよう調整された。略称としてMj、或いはMJMAが使われる。
気象庁マグニチュードは周期5秒までの強い揺れを観測する強震計で記録された地震波形の最大振幅の値を用いて計算する方式で、地震発生から3分程で計算可能という点から速報性に優れている。一方、マグニチュードが8を超える巨大地震の場合はより長い周期の地震波は大きくなるが、周期5秒程度までの地震波の大きさはほとんど変わらないため、マグニチュードの飽和が起き正確な数値を推定できない欠点がある。東北地方太平洋沖地震では気象庁マグニチュードを発生当日に速報値で7.9、暫定値で8.4と発表したが、発生2日後に地震情報として発表されたモーメント・マグニチュードは9.0であった。

#### 2003年9月24日以前
2003年9月24日までは、下記のように、変位マグニチュードと速度マグニチュードを組み合わせる方法により計算していた。
変位計 (h ≦ 60 km) の場合

{\displaystyle M_{j}=\log A+1.73\log \Delta -0.83}（A は周期5秒以下の最大振幅）
変位計 (h ≧ 60 km) の場合

{\displaystyle M_{j}=\log A+K(\Delta ,h)}（K(Δ, h) は表による）
速度計の場合

{\displaystyle M_{j}=\log A_{Z}+1.64\log \Delta +\alpha }（AZ は最大振幅、α は地震計特性補正項）

#### 2003年9月25日以降
変位マグニチュードは、系統的にモーメント・マグニチュードとずれることがわかってきたため、差異が小さくなるよう、2003年9月25日からは計算方法を改訂し（一部は先行して2001年4月23日に改訂）、あわせて過去の地震についてもマグニチュードの見直しを行った。
変位によるマグニチュード

{\displaystyle M_{d}={\frac {1}{2}}\times \log({A_{n}}^{2}+{A_{e}}^{2})+\beta _{d}(\Delta ,H)+C_{d}}（An, Ae の単位は 10−6 m）
ここで、βd は震央距離と震源深度の関数（距離減衰項）であり、H が小さい場合には坪井の式に整合する。Cd は補正係数。
速度振幅によるマグニチュード

{\displaystyle M_{v}=\alpha \times \log(A_{z})+\beta _{v}(\Delta ,H)+C_{v}}（Az の単位は 10−5 m/s）
ここで、βv は Md と連続しながら、深さ 700 km、震央距離 2000 km までを定義した距離減衰項である。Cv は補正係数。

## 特殊なマグニチュードの種類
マグニチュードを厳密に区別すると、その種類は40種類以上に及ぶが、ここでは特徴的なものを記載する。

### 地震動継続時間から求めるマグニチュード
地震記象上で振動が継続する時間 Td はマグニチュードとともに長くなる傾向がある。そこで一般に、
{\displaystyle M=c_{0}+c_{1}\log T_{d}+c_{2}\Delta }
の式が成り立つ。c0, c1, c2 は定数、Δ は震央距離である。c2Δ は小さいため、第3項を省略することもある。
過去には河角のWiechert式地震計に対しての式
{\displaystyle M=4.71+1.67\log T_{d}}
などが提案されている。
地震波記録の回収や解析に多大な労力を要した1970年代頃までは、1つの地震計記録からマグニチュードを概算する方法として、気象台・観測所などで利用された。ただし各定数は地震計の特性に大きく依存するため、短時間で多くの地震波記録を扱うことができる現在ではこの式はほとんど用いられない。

### 有感半径から求めるマグニチュード
グーテンベルクとリヒターは、南カリフォルニアの地震について、有感半径 R を用いて、
{\displaystyle M=-3.0+3.8\log R}
の式を得ている。
日本でも市川が日本の浅発地震に対して
{\displaystyle M=-1.0+2.7\log R}
を与えている。なお、R は飛び離れた有感地点を除く最大有感半径 (km) である。

### 震度4, 5, 6の範囲から求めるマグニチュード
気象庁の震度で、4以上、5以上、6以上の区域の面積 (km2) をそれぞれ S4、S5、S6 とするとき、勝又護と徳永規一は
{\displaystyle \log _{10}S_{4}=0.82M-1.0}
という実験式を、村松郁栄は
{\displaystyle \log _{10}S_{5}=M-3.2}、
{\displaystyle \log _{10}S_{6}=1.36M-6.66}
という実験式を得ている。
河角廣は震央からの距離 100 km における平均震度を MK と定義し、リヒタースケールとの間に
{\displaystyle M=4.85+0.5M_{K}}
の関係があるとした。また震央距離と震度、マグニチュードの間には以下の関係があるとした。
{\displaystyle I=2M-4.605\log _{10}\Delta -0.00166\Delta -0.32}（I: 気象庁震度階級, Δ: 震央距離 [km]）
これらは地震計による記録がなかった歴史地震のマグニチュードを推定する際に有効である。家屋被害に関する文献記録から各地域の震度を求め、それをもとにマグニチュードを推定する。

### 微小地震のマグニチュード
微小地震については上記の Ms、Mb、Mj などでは正確な規模の評価ができない。そこで、たとえば渡辺は上下方向の最大速度振幅 Av (cm/s) と震源距離 r (km) を用いて、
{\displaystyle 0.85M-2.50=\log A_{v}+1.73\log r}
の式を示している。なおこの式は r が 200 km 未満のときに限られる。マグニチュードがマイナス値を示す場合にもある程度有効であるため、ごくごく微小な人工地震のマグニチュードを求める際にも利用される。

### 津波マグニチュード Mt
低周波地震では Ms、Mb、Mj を用いると地震の規模が実際よりも小さく評価される。そこで阿部勝征によって、津波を用いたマグニチュード Mt が考案された。
{\displaystyle M_{t}=\log H+\log \Delta +D}
ここで H は津波の高さ (m)、Δ は伝播距離 (km) (Δ ≧ 100 km)、D は Mt がモーメント・マグニチュード Mw と近い値を取るように定められた定数である。D は日本において観測されたデータを用いると 5.80 となる。
また、震央より1000 km以上離れた、遠隔地で発生した地震による津波における Mt は ΔC を Mt が Mw と近い値を取るように定められた定数とすれば、
{\displaystyle M_{t}=\log H_{\mathrm {max} }+9.1+\Delta C}
と表される。ΔC は津波の発生地域及び観測地域によって変化する経験値で、太平洋で発生した津波地震については、−0.6 から +0.5 の値を取る。
津波地震では、津波マグニチュードは表面波マグニチュード・実体波マグニチュードよりも大きくなる。

## マグニチュードの目安
簡易な計算式として、マグニチュードが ΔM 増えたときのエネルギーは 101.5 × ΔM 倍となる。たとえば、マグニチュードが1増えるとエネルギーは約31.62倍、2増えると1000倍となる（#マグニチュードと地震のエネルギーの節参照）。
また、マグニチュードが1増えると地震の発生頻度はおよそ10分の1になる（#頻度の目安の節参照）。

### マグニチュードの大小と被害
地域や構造物の強度等にもよるが、一般にM6を超える程度の直下型地震が、地下20キロメートル前後の深さで起こると、ほぼ確実に、人数の差こそあれ死傷者を出す「災害」となる。M7クラスの直下型地震では、条件にもよるが大災害になる。兵庫県南部地震は Mj7.3 (Mw6.9) だった。また、東海地震や南海地震といったプレート型地震はM8前後である。またMが7を大きく超えると、被害を生じさせる津波が発生する場合がある。一般的にマグニチュードが大きくなると、地震断層面も大きくなるため、被害の程度だけでなく被害が生じる範囲も拡大する。

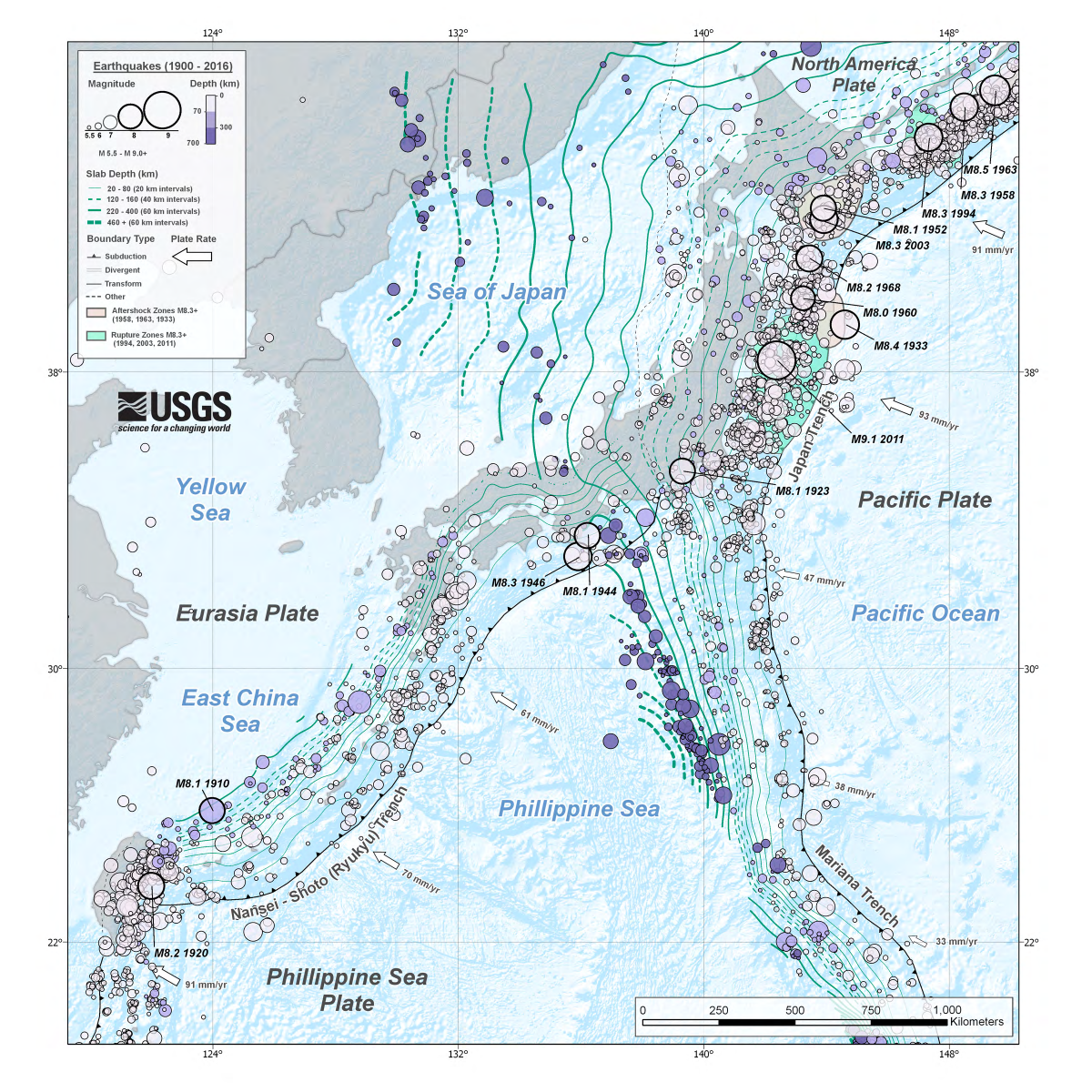
1900年以降の日本周辺での地震　（マグニチュード5.5以上）

M5未満では被害が生じることは稀で、M2程度の地震では、陸上でも人に感じられないことが多い。M0クラスになると、日本の地震計観測網でも捉えられない場合がある。なお、理論上マグニチュードにはマイナスの値が存在するが、この規模の地震になると精密地震計でも捉えられない場合が多く、また常時微動やノイズとの区別も難しくなってくる。
大きな地震のマグニチュードを求めることは、地震の規模や被害の推定に有用である。一方マグニチュードが小さく被害をもたらさないような地震も、地震や火山・プレートテクトニクスのメカニズムを解明するのに役立つため観測が行われている。
大地震の内、特にM8以上の地震を巨大地震、巨大地震の内、Mw9以上の地震を超巨大地震と区分けすることがある。

### マグニチュードの大小の目安
マグニチュード（以下M）のエネルギーの規模の比較と代表的な地震を下表に示す。歴史地震のマグニチュードは正確に決定することが困難であり諸説あるため、表に掲載する地震は主に近代以降の観測記録のある地震とする。
| M    | 区分       | エネルギー (J) | TNT換算  | 備考 |
| ---- | ---------- | -------------- | -------- | --- |
| −2.0 | 極微小地震 | 6.3 × 101      | 15 mg    | 60 J：30W蛍光灯の2秒間点灯時の消費電力 |
| −1.5 | 極微小地震 | 3.5 × 102      | 83 mg    | |
| −1.0 | 極微小地震 | 2.0 × 103      | 480 mg   | |
| −0.5 | 極微小地震 | 1.1 × 104      | 2.6 g    | |
| 0    | 極微小地震 | 6.3 × 104      | 15 g     | Mj0.2：2002年1月22日7時22分（日本時間）に伊豆大島近海で発生した最も小さな有感地震（最大震度は1） |
| 0.5  | 極微小地震 | 3.5 × 105      | 84 g     | |
| 1.0  | 微小地震   | 2.0 × 106      | 480 g    | |
| 1.5  | 微小地震   | 1.1 × 107      | 2.6 kg   | M1.5：2007年ペルーの隕石落下時に発生した地震（en:ニュース） |
| 2.0  | 微小地震   | 6.3 × 107      | 15 kg    | M2.1：2013年4月のテキサス州肥料工場爆発事故で放出されたエネルギー |
| 2.5  | 微小地震   | 3.5 × 108      | 84 kg    | |
| 3.0  | 小地震     | 2.0 × 109      | 480 kg   | |
| 3.5  | 小地震     | 1.1 × 1010     | 2.6 t    | |
| 4.0  | 小地震     | 6.3 × 1010     | 15 t     | 小型核爆弾が放出するエネルギー M4.0：北朝鮮の核実験（2006年）で観測された地震 (CTBTO) |
| 4.5  | 小地震     | 3.5 × 1011     | 84 t     | |
| 5.0  | 中地震     | 2.0 × 1012     | 480 t    | ツングースカ隕石の衝突（1908年）で発生した地震（推定） Mj5.2：長岡地震（1961年）（1900年以降に日本で発生し死者を生じた最小の地震） Mb5.25：史上最大の核兵器実験による人工地震 |
| 5.5  | 中地震     | 1.1 × 1013     | 2,600 t  | M5.5：バリンジャー・クレーターが形成された時に発生した地震（推定） 55-63 TJ：広島の原爆が放出した全エネルギー |
| 6.0  | 中地震     | 6.3 × 1013     | 1.5万 t  | 一般におおよそこれより規模の大きな地震では津波を発生させることがある。 Mj6.1：長野地震（1941年）、大阪府北部地震（2018年） Mj6.4：宮城県北部地震（2003年） |
| 6.5  | 中地震     | 3.5 × 1014     | 8.4万 t  | Mj6.7 (Mw6.6)：北海道胆振東部地震（2018年） Mj6.8 (Mw6.6)：三河地震（1945年）、新潟県中越地震（2004年）、新潟県中越沖地震（2007年） Mj6.9 (Mw6.7)：能登半島地震（2007年） |
| 7.0  | 大地震     | 2.0 × 1015     | 48万 t   | M7.0：史上最大の地下核実験による人工地震 Mj7.0 (Mw6.7)：福岡県西方沖地震（2005年） Mw7.0：ハイチ地震（2010年） Mj7.1 (Mw6.8-6.9)：福井地震（1948年） Mj7.2 (Mw7.0)：鳥取地震（1943年） Mj7.3 (Mw6.9)：兵庫県南部地震（阪神・淡路大震災）（1995年） Mj7.3 (Mw7.0)：熊本地震（2016年） Mj7.4 (Mw7.5)：宮城県沖地震（1978年） |
| 7.5  | 大地震     | 1.1 × 1016     | 260万 t  | Mj7.5 (Mw7.6)：新潟地震（1964年） Mj7.6 (Mw7.5)：能登半島地震（2024年） Mw7.6：唐山地震（1976年） Mw7.6 (Ms7.3)：台湾921大地震（1999年） Mj7.8 (Mw7.7)：北海道南西沖地震（1993年） |
| 8.0  | 巨大地震   | 6.3 × 1016     | 1500万 t | M8.0 (Mw7.5)：濃尾地震（1891年） Ms8.0 (Mw7.9)：四川大地震（2008年） Mw8.1：喜界島地震（1911年） Mw7.9-8.2 (Mj7.9)：関東地震（関東大震災）（1923年） Mw8.1-8.2 (Mj7.9)：昭和東南海地震（1944年） Mw8.2 (Mj7.9)：十勝沖地震（1968年） Mw8.2：イキケ地震（2014年） Mw8.3：根室半島沖地震（1894年） Mw8.3 (Mj8.0)：十勝沖地震（2003年） Mw8.3 (Mj8.2)：北海道東方沖地震（1994年） 210 PJ：史上最大の核兵器が放出した全エネルギー Mw8.1-8.4 (Mj8.0)：昭和南海地震（1946年） Mw8.4 (Mj8.1)：昭和三陸地震（1933年） |
| 8.5  | 巨大地震   | 3.5 × 1017     | 8400万 t | M8.2-8.5：明治三陸地震（1896年） Mw8.8：チリ地震（2010年） |
| 9.0  | 超巨大地震 | 2.0 × 1018     | 4.8億 t  | Mw9.0：カムチャツカ地震（1952年） Mw9.0-9.1 (Mj8.4)：東北地方太平洋沖地震（東日本大震災）（2011年） Mw9.2：アラスカ地震（1964年） Mw9.1-9.3：スマトラ島沖地震（2004年） |
| 9.5  | 超巨大地震 | 1.1 × 1019     | 26億 t   | Mw9.5：チリ地震（1960年） これ以上の規模の地震は実測でも地質調査でも発見されていない。 |
| 10.0 | 超巨大地震 | 6.3 × 1019     | 150億 t  | M10.0：地球上で起こり得る最大の地震。ナスカプレートと南アメリカプレートのプレート境界が一度に破壊した場合。または、千島海溝と日本海溝、合計3000キロメートルが連動して60メートルずれた場合。 |
| 10.5 | （参考）   | 3.2 × 1020     | 840億 t  | |
| 11.0 | （参考）   | 2.0 × 1021     | 4800億 t | M11.3：チクシュルーブ隕石の地球衝突のエネルギー。恐竜絶滅の最も有力な一因とされる。値は推定。断層のずれで発生すると仮定した場合、その総延長は2万キロメートル以上になるもので、考慮は不要である（東北大学教授の松澤暢による推論）。 |
| 11.5 | （参考）   | 1.1 × 1022     | 2.6兆 t  | 15 ZJ：地球が太陽から受ける総エネルギー1日分 M11.8：フレデフォート隕石の衝突エネルギー。現在地球上で確認された最大の隕石孔で、値は推定。 |
| 12.0 | （参考）   | 6.3 × 1022     | 15兆 t   | M12：長さ1万キロメートルの断層が動いたと仮定した場合に想定される地震 |

- 月面で観測される地震を月震という。M1 - M4 程度が観測されている。
- 恒星の振動を星震 (Starquake) といい、時に爆発現象を伴う。観測は恒星の内部構造を調べるのに利用される。2004年にSGR 1806-20で観測された星震では、M23.1 という値が算出されている。

### 頻度の目安

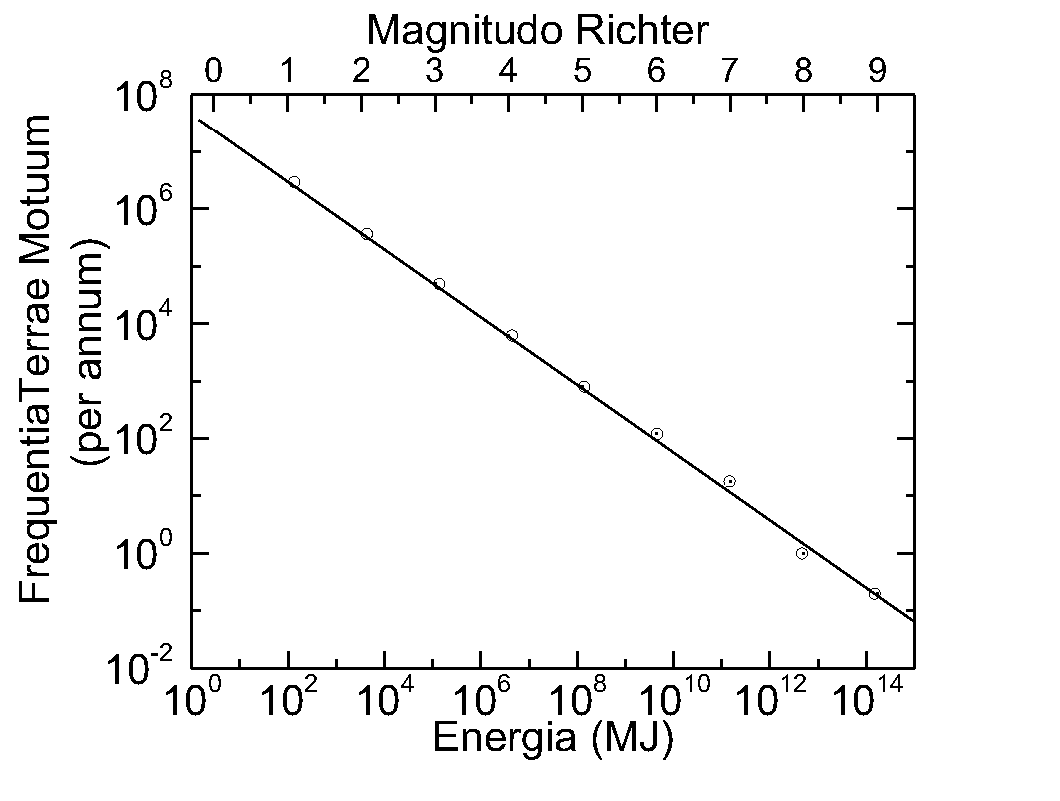
エネルギー（横軸下）とマグニチュード M（横軸上）の対応関係と、その規模の地震が発生する頻度 n（毎年、縦軸）。このグラフの傾きが b 値。

地震の発生頻度は以下のグーテンベルグ・リヒターの関係式により表される。
{\displaystyle \log _{10}n=a-bM}
この式はマグニチュードが M のときの地震の頻度を n（回/年）で表す。傾きを表す b を「b 値」と言い、統計期間や地域により若干異なるものの、0.9 - 1.0 前後となる。この式から、マグニチュードが1大きくなるごとに地震の回数は約10分の1となる。ただ、実際に観測される地震の回数をグラフに表すと、日本付近ではM3 - 8付近では式に沿ったものとなるが、M3以下とM8以上では、正しく表されなくなる。これは、M3以下の地震は、規模が小さすぎるために観測できていないものが多いからであり、この規模の地震の観測数を調べることで地震の観測網の能力を計ることもできるとされている。一方、M8以上の地震は、発生回数自体が少ないために正確に表せていないもので、より長期間調査することで精度が高まるとされている。
日本での頻度の目安は以下の通り。規模の小さなものは、1小さくなる毎に10倍になると考えればよい。
- M10：500年に1回程度（グーテンベルグ・リヒター則の相似則を適用[63]）
- M9.0 - 9.9
- M8.0 - 8.9：10年に1回程度
- M7.0 - 7.9：1年に1 - 2回程度
- M6.0 - 6.9：1年に10数回程度

また、M5程度の地震は世界のどこかでほとんど毎日発生しており、M3 - 4程度の地震は日本でもほとんど毎日発生している。
以下は理論値ではなく、ある期間の観測結果からの年間の回数である。
| M       | 区分       | 震源が浅い場合に想定される被害                                    | 日本周辺                  | 日本周辺          | 地球       |
| M       | 区分       | 震源が浅い場合に想定される被害                                    | 出典：防災研              | 出典：気象庁      | 出典：USGS |
| ------- | ---------- | ----------------------------------------------------------------- | ------------------------- | ----------------- | ---------- |
| 9.0以上 | 巨大地震   | 数100から1000kmの範囲に大きな地殻変動を生じ、広域に大災害・大津波 | （数百年に1回程度）       | 0.2 （10年に2回） | 1          |
| 8.0-8.9 | 巨大地震   | 内陸に起これば広域にわたり大災害、海底に起これば大津波が発生      | 0.1程度 （10年に1回程度） | 0.2 （10年に2回） | 1          |
| 7.0-7.9 | 大地震     | 内陸の地震では大災害、海底の地震は津波を伴う                      | 1-2程度                   | 3                 | 17         |
| 6.0-6.9 | 中地震     | 震央付近で小被害、M7に近いと条件によって大被害                    | 10-15程度                 | 17                | 134        |
| 5.0-5.9 | 中地震     | 被害が出ることは少ない、条件によって震央付近で被害                | 120程度 （1月に10回程度） | 140               | 1,319      |
| 4.0-4.9 | 小地震     | 震央付近で有感、震源がごく浅いと震央付近で軽い被害                | （1日に数回程度）         | 約900             | 13,000     |
| 3.0-3.9 | 小地震     | 震央付近で有感となることがある                                    | （1日に数十回程度）       | 約3,800           | 130,000    |
| 2.0-2.9 | 微小地震   | 震源がごく浅いと震央付近でまれに有感                              | （1時間に10回程度）       |                   |            |
| 1.0-1.9 | 微小地震   | 人間に感じることはない                                            | （1分に1-2回程度）        |                   |            |
| 0.0-0.9 | 極微小地震 | 人間に感じることはない                                            |                           |                   |            |
| 0.0未満 | 極微小地震 | 人間に感じることはない                                            |                           |                   |            |